# Liste der Monuments historiques in Andilly-en-Bassigny
Die Liste der Monuments historiques in Andilly-en-Bassigny führt die Monuments historiques in der französischen Gemeinde Andilly-en-Bassigny auf.

## Liste der Immobilien
| Bezeichnung         | Beschreibung | Standort                      | Kennzeichnung | Schutzstatus | Datum | Bild           |
| ------------------- | ------------ | ----------------------------- | ------------- | ------------ | ----- | -------------- |
| Gallorömische Villa |              | nordwestlich des Ortes (Lage) | PA00078935    | Classé       | 1986  | weitere Bilder |